# Johannes Fischer (Journalist, 1963)
Johannes Fischer (* 12. September 1963 in Hamburg) ist ein deutscher Journalist, Autor, Übersetzer und Literaturwissenschaftler mit Schwerpunkt Schach. Er ist Chefredakteur der englischsprachigen Nachrichtenseite von ChessBase.

## Leben
Nach dem Abitur 1983 am Gymnasium Heidberg in Hamburg und Zivildienst in Hamburg studierte er ab 1985 an der Johann Wolfgang Goethe-Universität in Frankfurt am Main Anglistik, Germanistik und Romanistik und beendete das Studium 1993 mit einer Magisterarbeit über den Roman „The True Confessions of an Albino Terrorist“ des südafrikanischen Autors Breyten Breytenbach.
Neben Studienaufenthalten in England an der University of Keele in England (1990 bis 1991) und in Australien an der University of Queensland (1995 bis 1996) lebte er von 1985 bis 1997 in Frankfurt am Main und von 1997 bis 2005 in Leipzig. Seit 2005 lebt er in Nürnberg und arbeitet als Übersetzer.
Von 2001 bis 2004 war Fischer Redakteur der Schachzeitschrift Karl, seit 2004 arbeitet er beim Karl als freier Mitarbeiter. Seit 2004 arbeitet er für ChessBase, zunächst als freier Mitarbeiter, seit 2014 als festangestellter Redakteur. Seit 2020 ist Fischer Chefredakteur der englischsprachigen Nachrichtenseite von ChessBase.
Von 2014 bis 2016 schrieb er zusammen mit Ilja Schneider und Dennes Abel für den Schachblog der Zeit.
Von 2013 bis 2020 betrieb er einen Blog mit dem Namen Schöner Schein, in dem er „Notizen über Film, Literatur und Schach“ veröffentlichte.

## Schachliche Erfolge
Johannes Fischer ist FIDE-Meister im Schach.  1978 wurde er deutscher Meister der C-Jugend, 1981 und 1982 wurde er Hamburger Jugendmeister. Er spielte für den Schachklub Johanneum Eppendorf (SKJE) in Hamburg in der 1. und 2. Bundesliga, für die FTG Frankfurt und die Schachfreunde Schöneck in Frankfurt in der 2. Bundesliga und für den SC Leipzig-Gohlis in Leipzig in der 1. und 2. Bundesliga. In Nürnberg spielt Fischer für Schwarz-Weiß Nürnberg Süd in der Landesliga. Im Juli 1999 erreichte er mit einer Elo-Zahl von 2346 die höchste Wertung seiner Karriere.

## Übersetzungen
- Viktor Kortschnoi, Meine besten Kämpfe, Bd. 2, Partien mit Schwarz, Edition Olms 2001, ISBN 3-283-00408-0.[6]
- Seung Sahn, Der Kompass des Buddhismus, Theseus 2002, ISBN 3-89620-191-3.
- Jeremy Silman, Silmans Endspielkurs: Vom Anfänger zum Meister, New in Chess 2008, ISBN 90-5691-276-3.
- Jeremy Silman, Schach mit neuem Schwung, New in Chess 2012, ISBN 90-5691-403-0.